# Lionrock
Lionrock war eine britische Big-Beat-Band, bestehend aus Justin Robertson, Sean Braithwaite (MC Buzz B) und Roger Lyons.
Gegründet wurde die Band 1991 von Justin Robertson, der davor bereits ein erfolgreicher DJ und Remixer war. 1993 kam Lionrock beim Plattenlabel Deconstruction Records unter Vertrag. 1995 ersetzte Roger Lyons den Toningenieur (Recording engineer) Mark Stagg. Ihren größten Chart-Hit landete die Band 1998 mit dem Song „Rude Boy Rock“ auf Platz 20 in den britischen Singlecharts. „Rude Boy Rock“ war Teil der Soundtracks des Computerspiels FIFA 99 und der US-amerikanischen Horrorkomödie Die Killerhand (Idle Hands) von 1999. 1998 steuerten sie auf der Maxi Lost in Space (zum Science-Fiction-Film Lost in Space) den Remix Lionrock Galactic Boogie Mix des Songs Lost in Space von Apollo Four Forty bei. Die Auflösung der Band erfolgte 2001.

## Diskografie

### Alben
| Jahr | Titel                     | Höchstplatzierung, Gesamtwochen, AuszeichnungChartsChartplatzierungen (Jahr, Titel, Platzierungen, Wochen, Auszeichnungen, Anmerkungen) | Anmerkungen |
| Jahr | Titel                     | UK | Anmerkungen |
| ---- | ------------------------- | --- | ----------- |
| 1996 | An Instinct for Detection | UK30 (3 Wo.)UK |             |
| 1998 | City Delirious            | UK73 (1 Wo.)UK |             |

### Singles
| Jahr | Titel Album                                    | Höchstplatzierung, Gesamtwochen, AuszeichnungChartsChartplatzierungen (Jahr, Titel, Album, Platzierungen, Wochen, Auszeichnungen, Anmerkungen) | Anmerkungen |
| Jahr | Titel Album                                    | UK | Anmerkungen |
| ---- | ---------------------------------------------- | --- | ----------- |
| 1992 | Lionrock                                       | UK63 (1 Wo.)UK |             |
| 1993 | Packet of Peace                                | UK32 (3 Wo.)UK |             |
| 1993 | Carnival                                       | UK34 (2 Wo.)UK |             |
| 1994 | Tripwire                                       | UK44 (2 Wo.)UK |             |
| 1996 | Straight At Yer Head An Instinct for Detection | UK33 (2 Wo.)UK |             |
| 1996 | Fire Up the Shoeshaw An Instinct for Detection | UK43 (2 Wo.)UK |             |
| 1996 | Project Now                                    | UK97 (1 Wo.)UK |             |
| 1997 | She’s on the Train City Delirious              | UK77 (1 Wo.)UK |             |
| 1998 | Rude Boy Rock City Delirious                   | UK20 (3 Wo.)UK |             |
| 1998 | Scatter and Swing City Delirious               | UK54 (2 Wo.)UK |             |

Weitere Veröffentlichungen
- 1997: Wet Roads Glisten